# Palácio Busini Bardi

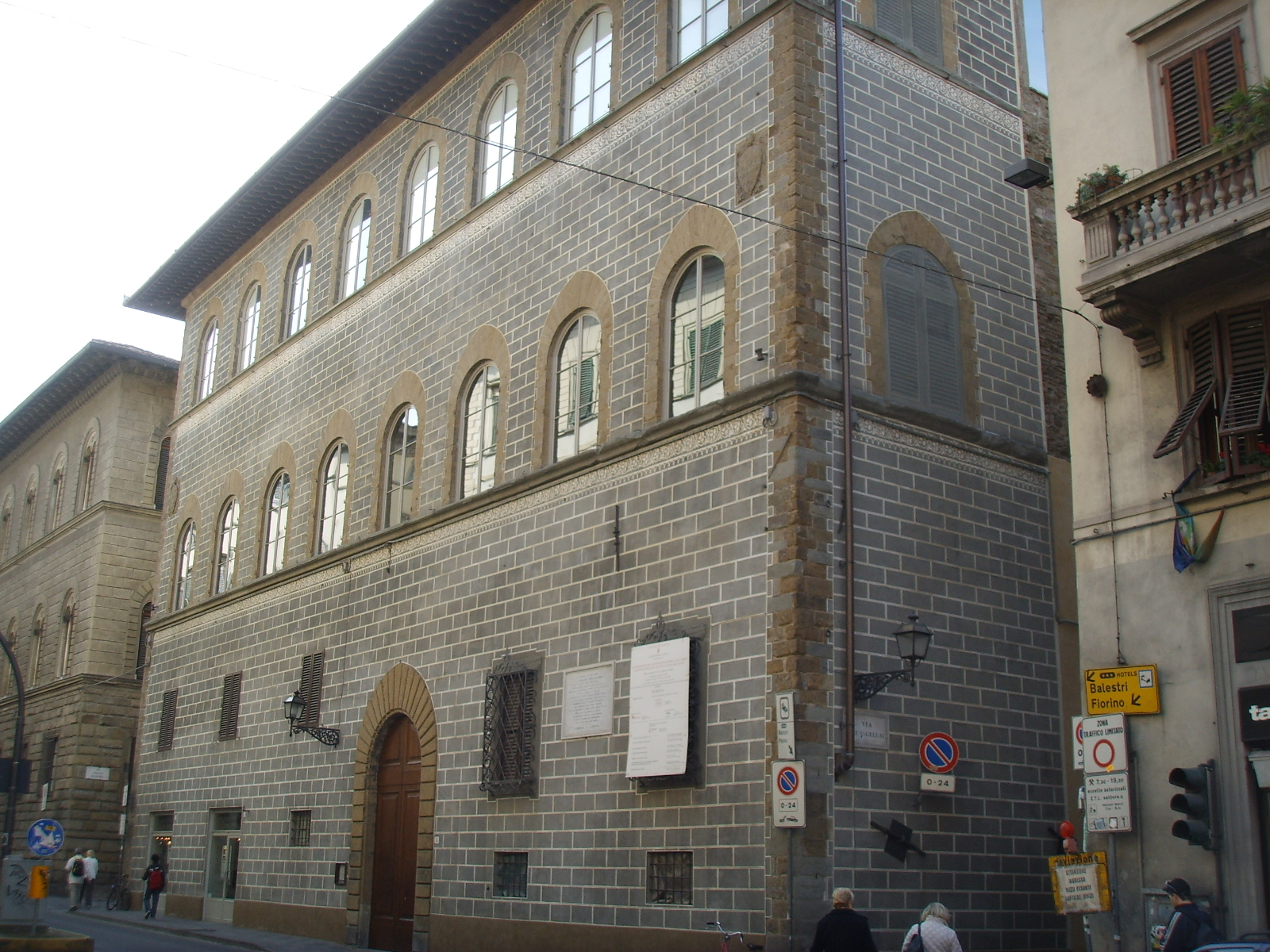
Palácio Busini Bardi

O Palazzo Busini Bardi é um palácio localizado na Via de' Benci #5, no centro de Florença, Toscana, Itália . Fica em frente ao Museu Horne. Foi construído sobre estruturas preexistentes na década de 1430 , em nome da família bancária Busini.

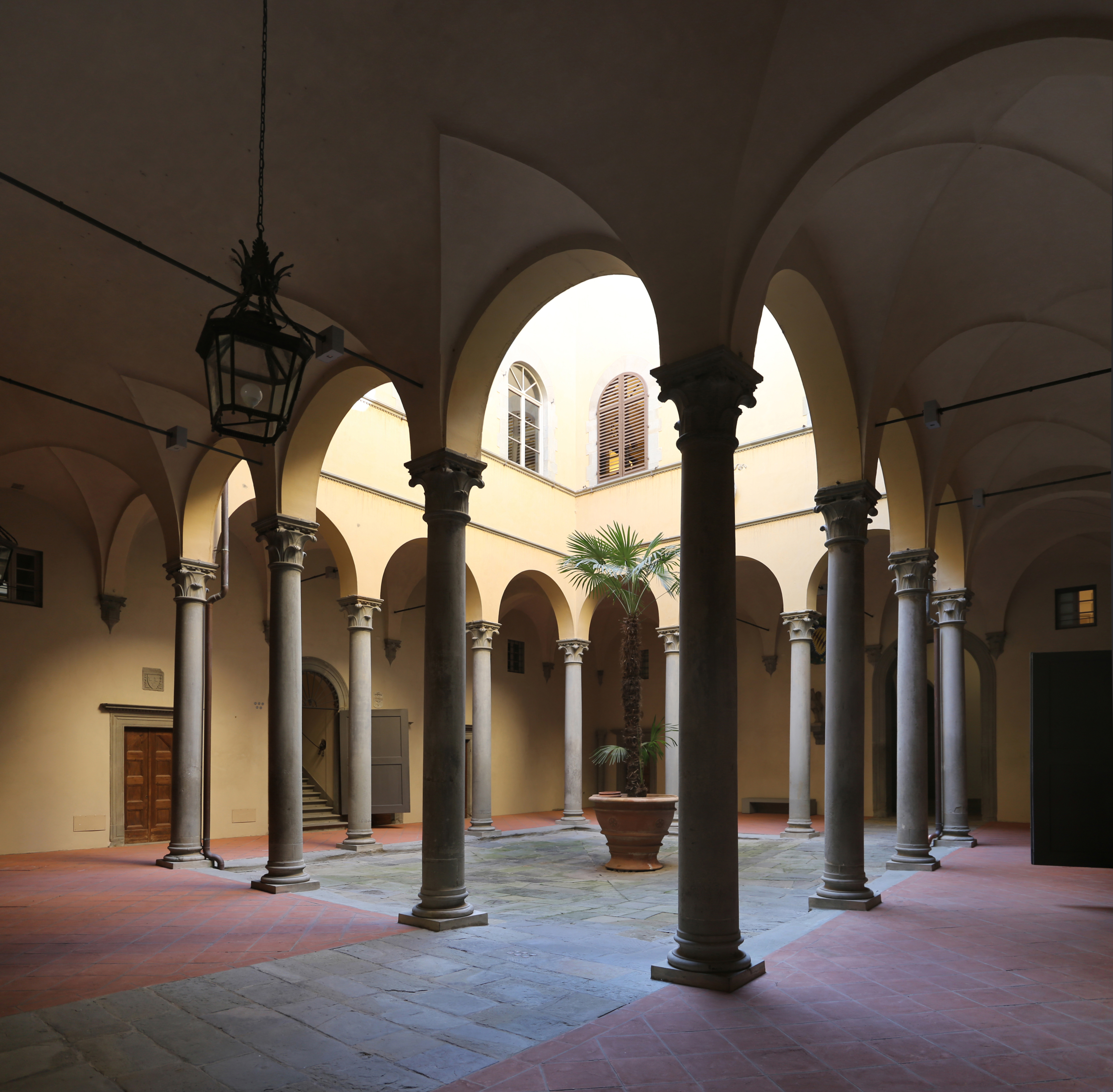
O pátio de Brunelleschi

O projeto do palácio (por volta de 1430) foi atribuído ao arquiteto Filippo Brunelleschi pelo biógrafo de arte do século XVI Giorgio Vasari.